# 县桥街道
县桥街道，是中华人民共和国安徽省合肥市庐阳区曾经下辖的一个乡镇级行政单位。得名自原金斗河上的惠政桥之俗名。

## 历史沿革
1951年11月，辖境属东市区管辖。1960年5月24日，成立北市区人民公社县桥分社。1965年12月，改为县桥街道。1969年12月，更名为阜阳路街道，遂改制为阜阳路街道革命委员会。1980年复为阜阳路街道。1982年12月复名县桥街道。2005年，划入原寿春街道所辖全部社区。2012年3月，撤销县桥街道，所辖社区划入逍遥津街道。

## 行政区划
1965年12月，县桥街道辖县桥、阜阳路、安庆路、和平桥、徽二路、六安路6个居委会。
1982年12月，县桥街道辖县桥、安庆路、和平桥、徽二路、六安路、市委宿舍、长江路7个居委会。
2002年，县桥街道辖六安路、五星寺、安庆东路、广场4个社居委。
2005年6月至撤销前，县桥街道辖五星寺、安庆东路、广场、花园、拱辰5个社居委。